# Almoster (Santarém)
Almoster é uma povoação portuguesa sede da Freguesia de Almoster do Município de Santarém, freguesia com 40,84 km² de área e 1603 habitantes (censo de 2021), tendo, por isso, uma densidade populacional de 39,3 hab./km².

## História
Foi nesta freguesia que se travou, em Fevereiro de 1834, a batalha de Almoster, uma das derradeiras da Guerra Civil de 1832-34, opondo as forças absolutistas de D. Miguel I e as tropas liberais comandadas pelo Marechal Saldanha.

## Demografia
Nota: Pela lei n.º 1002, de 24/06/1920, foram desanexados desta freguesia alguns lugares para constituir a freguesia de Póvoa de Isenta.
A população registada nos censos foi:
| Distribuição da População por Grupos Etários | Distribuição da População por Grupos Etários | Distribuição da População por Grupos Etários | Distribuição da População por Grupos Etários | Distribuição da População por Grupos Etários |
| -------------------------------------------- | -------------------------------------------- | -------------------------------------------- | -------------------------------------------- | -------------------------------------------- |
| Ano                                          | 0-14 Anos                                    | 15-24 Anos                                   | 25-64 Anos                                   | > 65 Anos                                    |
| 2001                                         | 211                                          | 227                                          | 892                                          | 497                                          |
| 2011                                         | 244                                          | 147                                          | 909                                          | 518                                          |
| 2021                                         | 164                                          | 153                                          | 763                                          | 523                                          |

## Património
- Igreja de Santa Maria no Casal da Charneca
- Convento de Santa Maria de Almoster

## Personalidades ilustres
- Conde de Almoster